# Szolápur
Szolápur (maráthi nyelven: सोलापूर, angolul: Solapur, korábban Sholapore) város Indiában, Mahárástra államban. Lakossága 951 ezer fő volt 2011-ben.
Közlekedési csomópont, közigazgatási és kulturális központ. Gazdaságában a gyapotfeldolgozás emelkedik ki. 
Stratégiai helyzete folytán számos csata színhelye volt. Lejtős falú erődjét a Bahmaní-dinasztia építtette a 14. században, belső épületeit a bídzsápuri Adil Sáhi-dinasztia egészítette ki. 

## Fordítás
- Ez a szócikk részben vagy egészben  a   Solapur című angol Wikipédia-szócikk fordításán alapul.  Az eredeti cikk szerkesztőit annak laptörténete sorolja fel. Ez a jelzés csupán a megfogalmazás eredetét és a szerzői jogokat jelzi, nem szolgál a cikkben szereplő információk forrásmegjelöléseként.
- Ez a szócikk részben vagy egészben  a   Solapur című német Wikipédia-szócikk fordításán alapul.  Az eredeti cikk szerkesztőit annak laptörténete sorolja fel. Ez a jelzés csupán a megfogalmazás eredetét és a szerzői jogokat jelzi, nem szolgál a cikkben szereplő információk forrásmegjelöléseként.